# Авангард (ракета-носитель)
«Авангард» (англ. Vanguard) — трёхступенчатая американская ракета-носитель, разработанная для реализации проекта «Авангард» по запуску искусственного спутника Земли к Международному Геофизическому году. Разработана фирмой Glenn L. Martin Company по заказу ВМФ США.

## История
4 августа 1955 года группа консультантов, названная комитет Стюарта, одобрили заявку ВМФ США на запуск искусственного спутника Земли к международному геофизическому году. Это решение положило начало проекту «Авангард».
Изготовление ракеты-носителя для проекта было поручено компании Гленна Мартина. Первоначально стоимость была оценена в 20 миллионов долларов США. Однако общая стоимость проекта достигла 110 миллионов долларов. Задержки с испытаниями вынудили временно отказаться от запуска 10-ти килограммового спутника. Первые ракеты несли 1,8 кг тестовые спутники. Работы продвигались медленно. Гленн Мартин направил большинство инженеров на работу над межконтинентальной баллистической ракетой Титан-1, в которой министерство обороны США было более заинтересовано.
Ситуация изменилась 4 октября 1957 года с запуском Советским Союзом Спутника-1. В США начался Спутниковый кризис, вызванный отставанием США в космической гонке. И правительство США решило ускорить работы по запуску собственного спутника Земли.

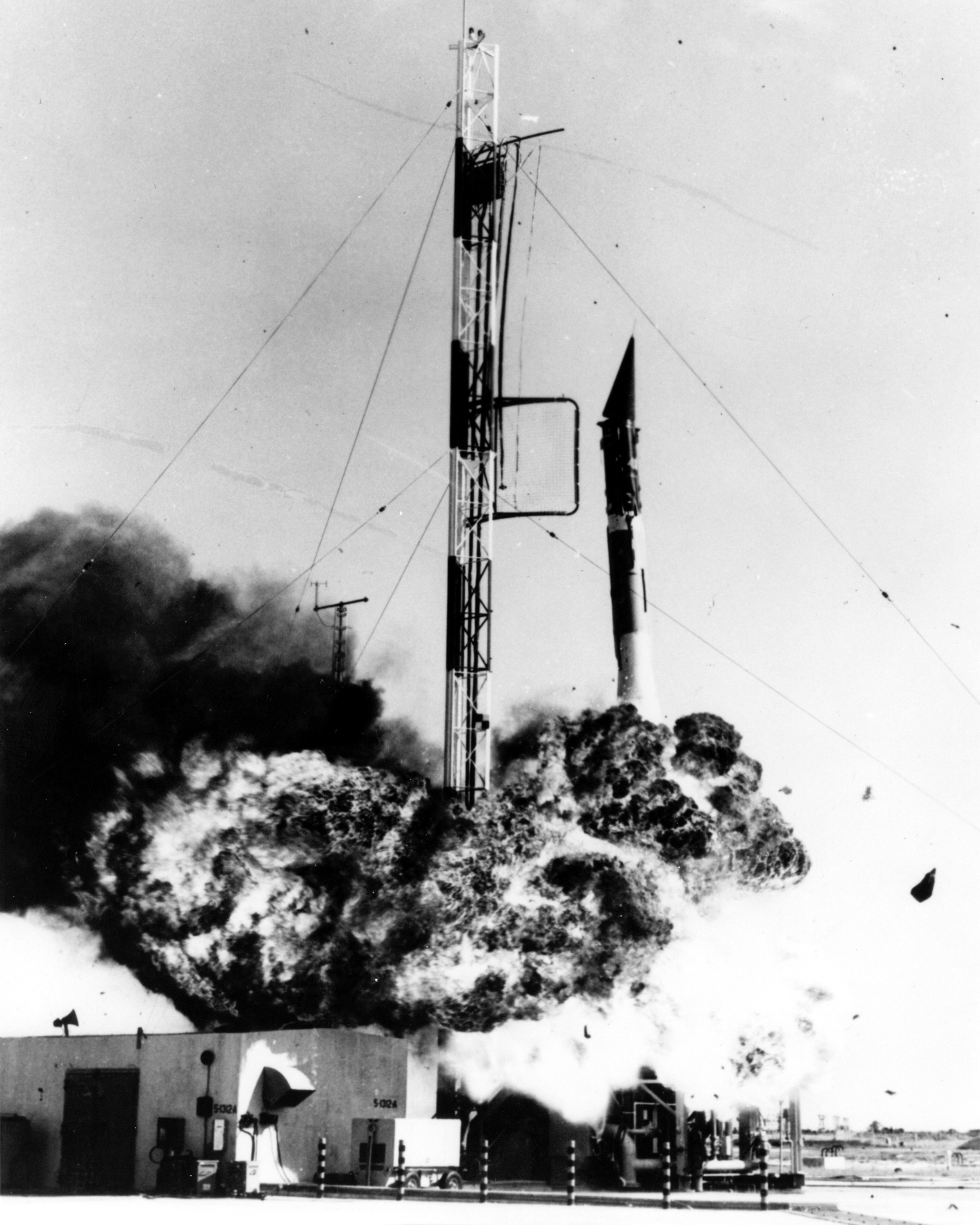
Крушение ракеты «Авангард» на мысе Канаверал (6 декабря 1957 года).

Первый запуск «Авангарда» был назначен на 6 декабря 1957 года. Полезной нагрузкой должен был служить микроспутник Авангард TV3 массой 1,36 кг. Запуск проходил на мысе Канаверал при огромном стечении народа и прессы. Ракета смогла подняться лишь на 1,2 м, после чего накренилась и взорвалась.

## Конструкция
Ракета «Авангард» была трёхступенчатой. Первая ступень представляла собой модифицированную исследовательскую ракету «Викинг». Вторая изначально базировалась на конструкции высотной ракеты «Аэроби-Хай», но затем подверглась сильной модификации. Третья ступень была твердотопливной, существовало две модификации третьей ступени, производимых различными фирмами.
Первая ступень использовала керосин и жидкий кислород, как основное топливо, пероксид водорода для привода турбонасосного агрегата (как и на Фау-2), но, в отличие от большинства тогдашних ракет, для управления вектором тяги использовалась прогрессивная технология отклонения основной камеры, а не газовые рули или малоразмерные управляющие камеры.
Вторая ступень работала на высококипящем самовоспламеняющемся топливе — окислитель —- азотная кислота, горючее — НДМГ. Подача была вытеснительной, для вытеснения использовался газифицируемый жидкий пропан. Он же использовался в рулевых соплах на участке работы двигателя 2-й ступени (после его окончания в сопла поступал гелий).
Третья ступень не имела управления вектором тяги, перед запуском двигателя она раскручивалась, вместе с полезной нагрузкой.
Ракета «Авангард» остаётся самой миниатюрной ракетой-носителем, из числа использовавших жидкостные ракетные двигатели на первых ступенях.

### Оценка проекта
Ракета «Авангард» обладала существенными недостатками. Главными проблемами были низкая надёжность (из 11 запусков всего 3 были успешными) и недостаточная грузоподъёмность — всего 10 килограммов (в последних модификациях удалось довести до 22,5 кг).

## Запуски
| Список запусков ракеты «Авангард» | Список запусков ракеты «Авангард» | Список запусков ракеты «Авангард» | Список запусков ракеты «Авангард» | Список запусков ракеты «Авангард»                                                                                          |
| № Запуска                         | Дата (UTC)                        | Полезная нагрузка                 | Результат                         | Примечания |
| --------------------------------- | --------------------------------- | --------------------------------- | --------------------------------- | --- |
| 0                                 | 8 декабря 1956 года               | Авангард TV0                      | Успех                             | Испытательный суборбитальный запуск первой ступени ракеты. Достигнута высота 203,6 км, дальность 157,1 км.                 |
| 0                                 | 1 мая 1957 года                   | Авангард TV1                      | Успех                             | Испытательный суборбитальный запуск ракеты со второй ступенью. Достигла высоты 195 км, дальность 726 км.                   |
| 0                                 | 23 октября 1957 года              | Авангард TV2                      | Успех                             | Испытательный суборбитальный запуск ракеты с макетами второй и третьей ступеней. Достигла высоты 175 км, дальность 539 км. |
| 1                                 | 6 декабря 1957 года               | Авангард TV3                      | Провал                            | Первый орбитальный запуск.                                                                                                 |
| 2                                 | 5 февраля 1958 года               | Авангард TV3 Backup               | Провал                            | |
| 3                                 | 17 марта 1958 года                | Авангард-1 (TV4)                  | Успех                             | |
| 4                                 | 29 апреля 1958 года               | Авангард TV5                      | Провал                            | |
| 5                                 | 28 мая 1958 года                  | Авангард SLV-1                    | Провал                            | |
| 6                                 | 26 июня 1958 года                 | Авангард SLV-2                    | Провал                            | |
| 7                                 | 26 сентября 1958 года             | Авангард SLV-3                    | Провал                            | |
| 8                                 | 17 февраля 1959 года              | Авангард-2 (SLV-4)                | Успех                             | |
| 9                                 | 14 апреля 1959 года               | Авангард SLV-5                    | Провал                            | |
| 10                                | 22 июня 1959 года                 | Авангард SLV-6                    | Провал                            | |
| 11                                | 18 сентября 1959 года             | Авангард-3 (SLV-7)                | Успех                             | |